# Rio Morbeia
O Rio Morbeia, Oum Errabia, Oum Er R'bia ou Oum Er-Rbia (em árabe: أم الربيع) é o segundo maior rio de Marrocos em comprimento. Nasce nas montanhas do Médio Atlas, a 1 600 metros de altitude, no lago Ouiouane (1 600 m), a 40 km de Quenifra e percorre 600 km até à foz, no oceano Atlântico junto a Azamor. Tem um caudal médio de 117 metros cúbicos por segundo.
Ao longo do seu percurso foram construídas oito barragens, das quais a mais conhecida é a de Bin el Ouidane, situada na foz do El Aabid, perto de Azilal e de Beni Mellal. O rio tem um papel importante na exploração agrícola das planícies férteis de Tadla e Doukkala-Abda. As barragens da bacia do Morbeia são a base do rede hidroelétrica marroquina.
A nascente do rio, o lago Ouiouane, é um lugar de grande beleza natural. O lago, situado num vale a 1 600 m de altitude, rodeado de montanhas por três lados, é alimentado por torrentes e cascatas que se despenham de falésias calcárias. 
Segundo a tradição oral, o nome Oum Er-Rbia, que significa "mãe da primavera", provém das suas 40 nascentes (em francês: Les Quarante Sources), doces e salgadas, que alimentam o rio no seu início. Segundo uma lenda, o Oum Er-Rbia prometeu afogar 40 pessoas por ano no seu percurso desde a nascente até à foz.